# Рабеш
Рабеш или Рапеш (на гръцки: Δρεπάνι, Дрепани, катаревуса Δρεπάνιον, Дрепанион, до 1927 година Ράπες, Рапес) е бивше село в Република Гърция, разположено на територията на дем Драма в област Източна Македония и Тракия.

## География
Селото е било разположено на 740 m надморска височина в планината Коджадаг, северно от село Равеня (Макриплаги).

## История

### Етимология
Според Йордан Н. Иванов името е жителско име от по-старо *Рабьшь, от личното име Раб, от старобългарското , „роб, слуга“ и -ьшь. Сравними са селищните имена Рабиша, Белоградчишко, и Рабово, Хасковско, както и местните Рабово усое, Самоковско, Рабов дол, Кюстендилско, Дупнишко и други.

### В Османската империя
В началото на XX век Рабеш е село в Драмска кааза на Османската империя. Според статистиката на Васил Кънчов („Македония. Етнография и статистика“) в 1900 година Рабеш има 117 жители, всички турци.

### В Гърция
След Междусъюзническата война от 1913 година селото остава в пределите на Гърция. В преброяването от 1913 година фигурира като напуснато село, което означава, че е пострадало в Балканските войни.
Селото е обновено в 1923 година, когато в него са настанени гърци бежанци от Турция. В 1928 година Рабеш е представено като изцяло бежанско село с 26 бежански семейства и 91 жители общо. В 1927 година името на селото е променено на Макриплаги. Селото се разпада по време на Гражданската война (1946 - 1949) и след края ѝ не е обновено.
| Година    | 1913 | 1920 | 1928 | 1940 | 1951 | 1961 | 1971 | 1981 | 1991 | 2001 | 2011 | 2021 |
| --------- | ---- | ---- | ---- | ---- | ---- | ---- | ---- | ---- | ---- | ---- | ---- | ---- |
| Население | 0    |      | 132  | 59   |      |      |      |      |      |      |      |      |